# San Francisco Morazán
San Francisco Morazán é uma cidade de El Salvador, no departamento de Chalatenango. Em 2007, sua população era de 3 919 habitantes.